# Parachiloglanis hodgarti
Parachiloglanis hodgarti är en fiskart som först beskrevs av Hora 1923.  Parachiloglanis hodgarti ingår i släktet Parachiloglanis och familjen Sisoridae. IUCN kategoriserar arten globalt som livskraftig. Inga underarter finns listade i Catalogue of Life.